# 攴胡赤児
攴胡赤児（ほくこせきじ、生没年不詳）は、中国後漢時代末期の人物。陳寿『三国志』の原文では、「友胡赤児」となっているが、これは誤りである。ただ、盧弼『三国志集解』注によると「支胡赤児」との説もある。本記事では多数説に倣い、「攴胡赤児」とする（今鷹真・井波律子によるちくま学芸文庫和訳もこれを採用している）。

## 正史の事跡
| 姓名           | 攴胡赤児     |
| 読み・ピンイン | ほくこせきじ |
| 時代           | 後漢時代     |
| 生没年         | 〔不詳〕     |
| 字・別号       | 〔不詳〕     |
| 出身地         | 〔不詳〕     |
| 職官           | 〔不詳〕     |
| 爵位           | -            |
| 陣営・所属等   | 牛輔         |
| 家族・一族     | 〔不詳〕     |

董卓軍の牛輔の側近。名前から判断すると、漢族の人物ではなく、北方諸民族の出身と思われる。『三國志集解』注では「攴胡」が胡族の号で「赤児」が名前である（『晋書』に「攴胡五斗」なる人物がいる）とする説、支を氐の誤記とし（古来「支」と「氐」は同音であり月氐を月支と記す場合もある）氐胡の赤児とする説などがあるが詳細は不明。
普段から牛輔に厚遇されていた。
初平3年（192年）、長安の王允・呂布らと対峙中、配下の軍勢が混乱し、全軍が反乱を起こしたと思い込んだ。このため牛輔と共にわずか数人で逃亡を図った。しかし、攴胡赤児と他の側近は牛輔が所有していた財宝に眼がくらみ、「城の北に馬がある」と牛輔を騙して、城壁から吊り下ろす際に途中で縄を放し、動けなくなった牛輔を殺害してしまった。また、その首級を手土産に長安を訪れた。その後については記載がない。

## 物語中の攴胡赤児
小説『三国志演義』では、「胡赤児」として登場する。その動向は史実と同じだが、最後は牛輔への裏切り行為を呂布に嫌悪され、殺害されている。